# STAY TUNED
『STAY TUNED』（ステイ チューンド）は、GLAYが2001年7月4日にリリースした通算23枚目のシングル。

## 概要
- 前作「GLOBAL COMMUNICATION」から約2ヶ月間隔でリリース。
- 初週売上は30万枚を記録したが、前作まで続いていたオリコン初登場1位の連続記録がこの曲の初登場2位により9作でストップした（この時の1位は桑田佳祐の「波乗りジョニー」である）。2012年にNMB48がリリースした「ナギイチ」が初週売上30万を記録するまで、約10年の間、本作が21世紀以降唯一2位の作品による30万枚を記録した作品であった。
- 初回店頭購入特典でキスマークスクラッチが出来、当たりが出ると、最近版　BOOTLEG VIDEOがプレゼントされた。ハズレでも本作のモーションピクチャーCDジャケットがもらえた。

## 収録曲
1. STAY TUNED
  - 作詞・作曲：TAKURO　編曲：GLAY、佐久間正英

イントロとアウトロには島村仁によるDJが収録されており、最後にはこの曲の仮タイトルが「夏男ヒサシ」だったことが言われている。なおPVでは「GLAY EXPO 2001 "GLOBAL COMMUNICATION"」の記者会見後に、2001年4月25日に開催されたフリーライブ[1]の模様が収録されている。
2. BACK-UP
  - 作詞・作曲：TERU　編曲：GLAY、佐久間正英
3. Super Ball 425
  - 作詞：TERU　作曲：TAKURO　編曲：GLAY

2001年4月25日に開催のフリーライブで初披露された曲で、タイトルの425は、その日付を表している。曲の始めにTERUのMC、曲の最後で「誘惑」のイントロが少し流れるが、これはそのフリーライブでの音源を使っている。
「GLAY EXPO 2001 "GLOBAL COMMUNICATION"」で演奏されて以降は、全く演奏されていなかったが、2013年の「GLAY ARENA TOUR 2013 "JUSTICE & GUILTY"」で、12年ぶりに披露された。
4. STAY TUNED （Guts! 耳コピ Version）
いわゆるカラオケバージョンである。

## タイアップ
- ニフティ「Broadband@nifty」CMソング。（#1）

## 収録アルバム
STAY TUNED
- ONE LOVE
- THE GREAT VACATION VOL.1 〜SUPER BEST OF GLAY〜
- ONE LOVE Anthology (リミックスバージョン)

BACK-UP
- rare collectives vol.2
- ONE LOVE Anthology (デモバージョン)

Super Ball 425
- rare collectives vol.2